# Ljoebimets
Ljoebimets (Bulgaars: Любимец), soms ook geschreven als Lyubimets of Ljubimec, is een stad en een gemeente gelegen in de Zuid-Bulgaarse oblast Chaskovo. De gemeente Ljoebimets bestaat uit tien nederzetting: de stad Ljoebimets en negen dorpen.

## Geschiedenis
In het verleden heette deze plaats Chabibtsjhevo (afkomstig uit het  Turkse woord 'Habibçeova').

## Bevolking
Op 31 december 2020 telde de stad Ljoebimets  inwoners, terwijl de gemeente Ljoebimets, samen met de negen nabijgelegen, 9.021 had. De stad ligt in de buurt van grens met Turkije en Griekenland.
| Bevolkingsontwikkeling tussen 1934 en 2019          |
| --------------------------------------------------- |
|                                                     |
| Bron: Nationaal Statistisch Instituut van Bulgarije |

De volkstelling van 2011 telde 6.096 etnische Bulgaren (81,5%) en 1.322 etnische  Roma (17,7%) in de stad Ljoebimets.
| Etnische samenstelling van de respondenten (2011) | Etnische samenstelling van de respondenten (2011) | Etnische samenstelling van de respondenten (2011) | Etnische samenstelling van de respondenten (2011) | Etnische samenstelling van de respondenten (2011) |
| ------------------------------------------------- | ------------------------------------------------- | ------------------------------------------------- | ------------------------------------------------- | ------------------------------------------------- |
|                                                   |                                                   |                                                   |                                                   |                                                   |
| Bulgaren                                          | Bulgaren                                          |                                                   | 81,5%                                             | 81,5%                                             |
| Turken                                            | Turken                                            |                                                   | 0,3%                                              | 0,3%                                              |
| Roma                                              | Roma                                              |                                                   | 17,7%                                             | 17,7%                                             |
| Anders/Onbekend                                   | Anders/Onbekend                                   |                                                   | 0,5%                                              | 0,5%                                              |

### Religie
De meest recente volkstelling is afkomstig uit februari 2011 en was optioneel. Van de 10.214 inwoners reageerden er 8.315 op de optionele volkstelling. De meerderheid van de respondenten behoorde tot de Bulgaars-Orthodoxe Kerk (7.606 personen; 91,5%). Ook andere religies waren vertegenwoordigd, hetzij in veel kleinere aantallen. Ongeveer 4% van de bevolking had geen religieuze overtuiging. 
| Religieuze samenstelling in februari 2011 | Religieuze samenstelling in februari 2011 | Religieuze samenstelling in februari 2011 | Religieuze samenstelling in februari 2011 | Religieuze samenstelling in februari 2011 |
| ----------------------------------------- | ----------------------------------------- | ----------------------------------------- | ----------------------------------------- | ----------------------------------------- |
|                                           |                                           |                                           |                                           |                                           |
| Bulgaars-Orthodoxe Kerk                   | Bulgaars-Orthodoxe Kerk                   |                                           | 91,5%                                     | 91,5%                                     |
| Katholieke Kerk                           | Katholieke Kerk                           |                                           | 0,4%                                      | 0,4%                                      |
| Protestantisme                            | Protestantisme                            |                                           | 0,5%                                      | 0,5%                                      |
| Islam                                     | Islam                                     |                                           | 0,9%                                      | 0,9%                                      |
| Geen                                      | Geen                                      |                                           | 3,8%                                      | 3,8%                                      |
| Anders/ Onbekend                          | Anders/ Onbekend                          |                                           | 2,9%                                      | 2,9%                                      |

## Sport
De voetbalclub FK Ljoebimets is afkomstig uit dit stadje.

## Kernen

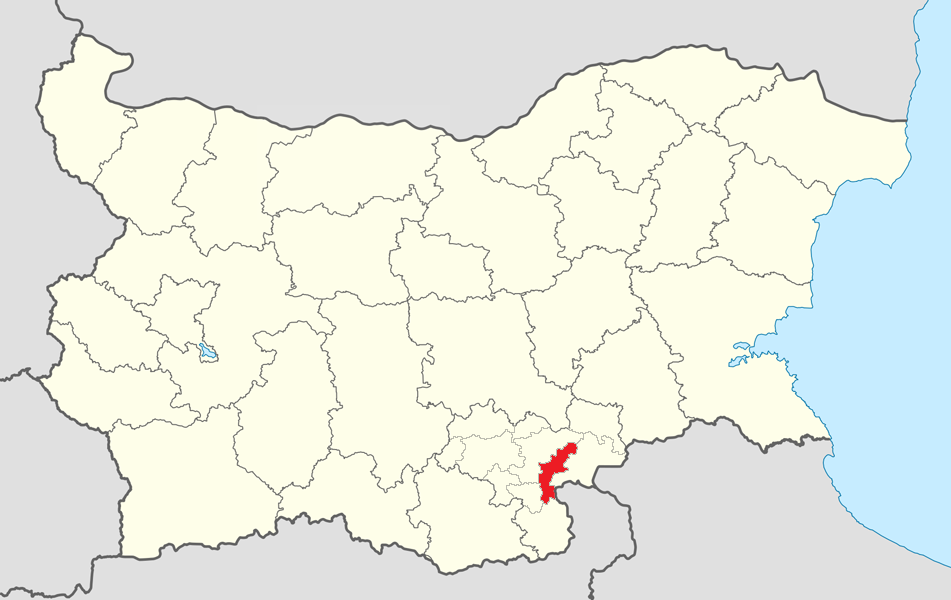
Ligging van de gemeente Ljoebimets in Bulgarije

Naast de stad Ljoebimets behoren de onderstaande negen dorpen administratiefrechtelijk tot de gemeente Ljoebimets:
- Belitsa
- Dabovets
- Georgi Dobrevo
- Jeroesalimovo
- Lozen
- Malko Gradisjte
- Orjachovo
- Valtsje pole
- Vaskovo

Bestuurlijk centrum: Chaskovo
 Charmanli - Chaskovo - Dimitrovgrad - Ivaïlovgrad - Ljoebimets - Madzjarovo - Mineralni Bani - Simeonovgrad - Stambolovo - Svilengrad - Topolovgrad